# Hemeroblemma opigena
Hemeroblemma opigena är en fjärilsart som beskrevs av Drury sensu Hübner. Hemeroblemma opigena ingår i släktet Hemeroblemma och familjen nattflyn. Inga underarter finns listade i Catalogue of Life.

## Bildgalleri

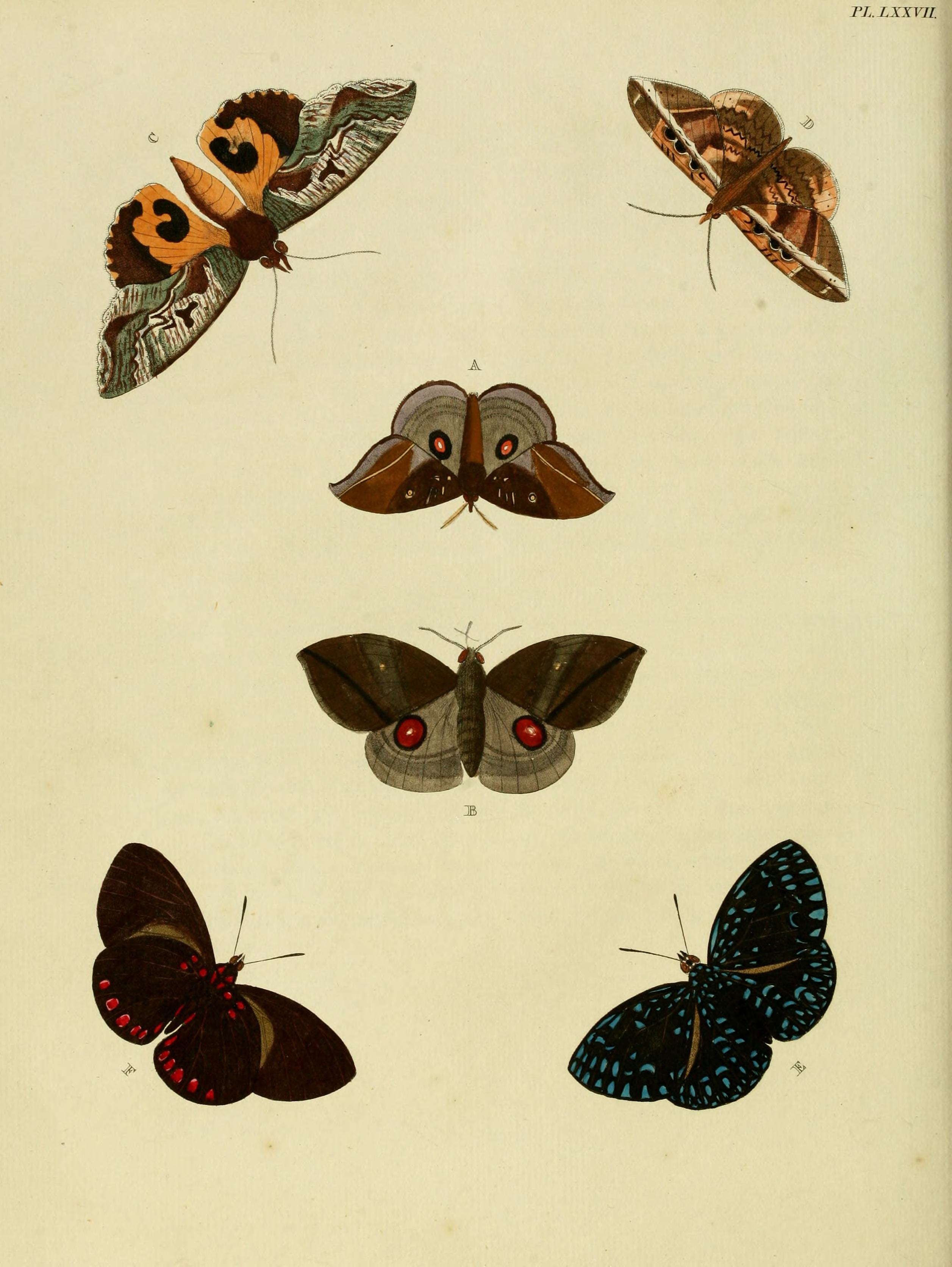
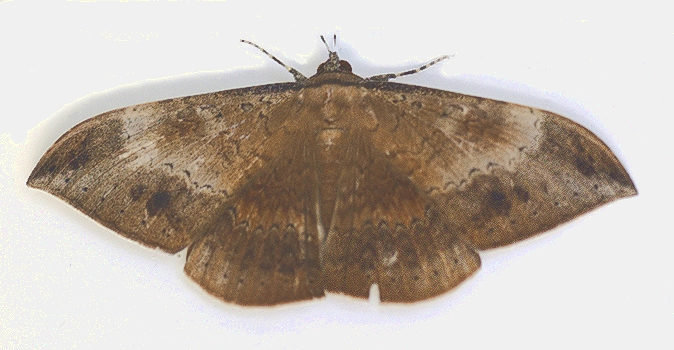